# Axonolaimus villosus
Axonolaimus villosus är en rundmaskart. Axonolaimus villosus ingår i släktet Axonolaimus, och familjen Axonolaimidae. Arten är reproducerande i Sverige.